# 中國文化建設協會
中國文化建設協會是中華民國大陸時期的一個組織，1934年3月25日由陳立夫、陳果夫等人在上海發起成立，宗旨為「根據三民主義建設中國文化」。會址最初設於上海，抗戰期間遷至重慶。1949年隨國民黨在第二次國共內戰中戰敗而結束活動。

## 組織架構
以理事會為最高組織，會員代表大會（每年召開一次，由理事會召集）為最高權力機關。理事會下設教育、出版、新聞、體育、電影、電播、戲劇、美術等事業委員會。
理事長陳立夫，副理事長邵元沖、吳鐵城，秘書長潘公展，常务理事有朱家驊、陳布雷、張道藩、吳醒亞、潘公展、葉秀峯、沈鵬飛、黎照寰、李登輝、歐元懷、劉湛恩、張壽鏞、翁之龍、斐復恆。名譽理事長為蔣介石，名譽理事包括汪精衛、宋子文、戴季陶、孫哲生、于右任、陳果夫等人。
會刊為《文化建設》和《中國文化建設協會會報》。

## 主張
協會之綱領強調以三民主義為中國文化建設運動的最高原則，提倡「民族精神」、「科學精神」、「統一精神」、「創造精神」，反對「封建思想」、「階級思想」、「頹廢思想」、「奴隸思想」，在發揚中國固有文化的同時也吸收外來文化，以建設符合當時中國國情之新文化。在國家政治經濟建設方面，主張以三民主義為中心實施統制，反對共產主義階級鬥爭和資本主義自由競爭。

## 另見
- 中央俱樂部
- 三民主義、蔣介石主義、新生活運動
- 三民主義青年團、藍衣社、中華民族復興社